# Casimir Delavigne
Casimir Jean François Delavigne (Le Havre, 5 aprile 1793 – Lione, 11 dicembre 1843) è stato uno scrittore francese.
A partire dal 1818 pubblicò le elegie Messéniennes, che lo consacrarono come poeta liberale della Francia di Luigi Filippo d'Orléans.
Dal 1825 fu membro dell'Académie Française. Come drammaturgo fu autori di drammi storici quali I vespri siciliani (1819), Don Giovanni d'Austria (1835), ecc. di cui fu grande interprete Pierre Ligier.
Scrisse anche commedie come La principessa Aurélie (1828).